# Aslan Karațev
Aslan Kazbekovici Karațev (în rusă Аслан Казбекович Карацев; în ebraică אסלן קראצב; n. 4 septembrie 1993, Vladikavkaz, Republica Sovietică Socialistă Autonomă Osetiană de Nord⁠(d), Rusia) este un jucător profesionist de tenis din Rusia. Cea mai înaltă poziție în clasamentul ATP la simplu este locul 14 atins la 7 februarie 2022, iar la dublu locul 76, la 16 mai 2022. 
În februarie 2021, Karațev a trecut prin calificări pentru Australian Open. În primul său tablou principal al unui Grand Slam, clasat pe locul 114 mondial, el l-a învins pe capul de serie nr. 8 Diego Schwartzman, capul de serie nr.20 Félix Auger-Aliassime și capul de serie nr.18 Grigor Dimitrov, ajungând în semifinale. Karatsev este primul om din Era Open care a ajuns în semifinale în debutul său la un Grand Slam.
În martie 2021, a câștigat primul său titlu ATP la Qatar Open cu Andrei Rubliov la dublu. O săptămână mai târziu, grație unui wildcard, Karatsev a câștigat primul său titlu de simplu ATP la Dubai Open, învingându-l în finală pe sud-africanul Lloyd Harris. Karațev a intrat în top 30 al clasamentului de simplu ATP pentru prima dată în carieră. La 24 aprilie 2021, Karațev l-a învins pe numărul 1 mondial Novak Đokovic la Openul Serbiei ajungând în finală. La Jocurile Olimpice de vară din 2020, a câștigat medalia de argint la dublu mixt, în pereche cu Elena Vesnina.